# فرهنگ فارسی عامیانه
فرهنگ فارسی عامیانه یکی از آثار برجستهٔ ابوالحسن نجفی است که در سال ۱۳۷۸ از سوی انتشارات نیلوفر در تهران به چاپ رسیده است و دربردارندهٔ اصطلاحات عامیانهٔ فارسی همراه با شاهدمثال‌های گوناگون از متن‌های مختلف، به‌ویژه ادبیات داستانی فارسی است. از جمله ویژگی‌های مهم این فرهنگ می‌توان به رعایت اصول فرهنگ‌نویسی و جامع بودن آن اشاره کرد.

## جوایز
این کتاب در مراسم کتاب سال جمهوری اسلامی ایران به‌عنوان کتاب برگزیده معرفی شد.